# Uunartoq Qeqertoq

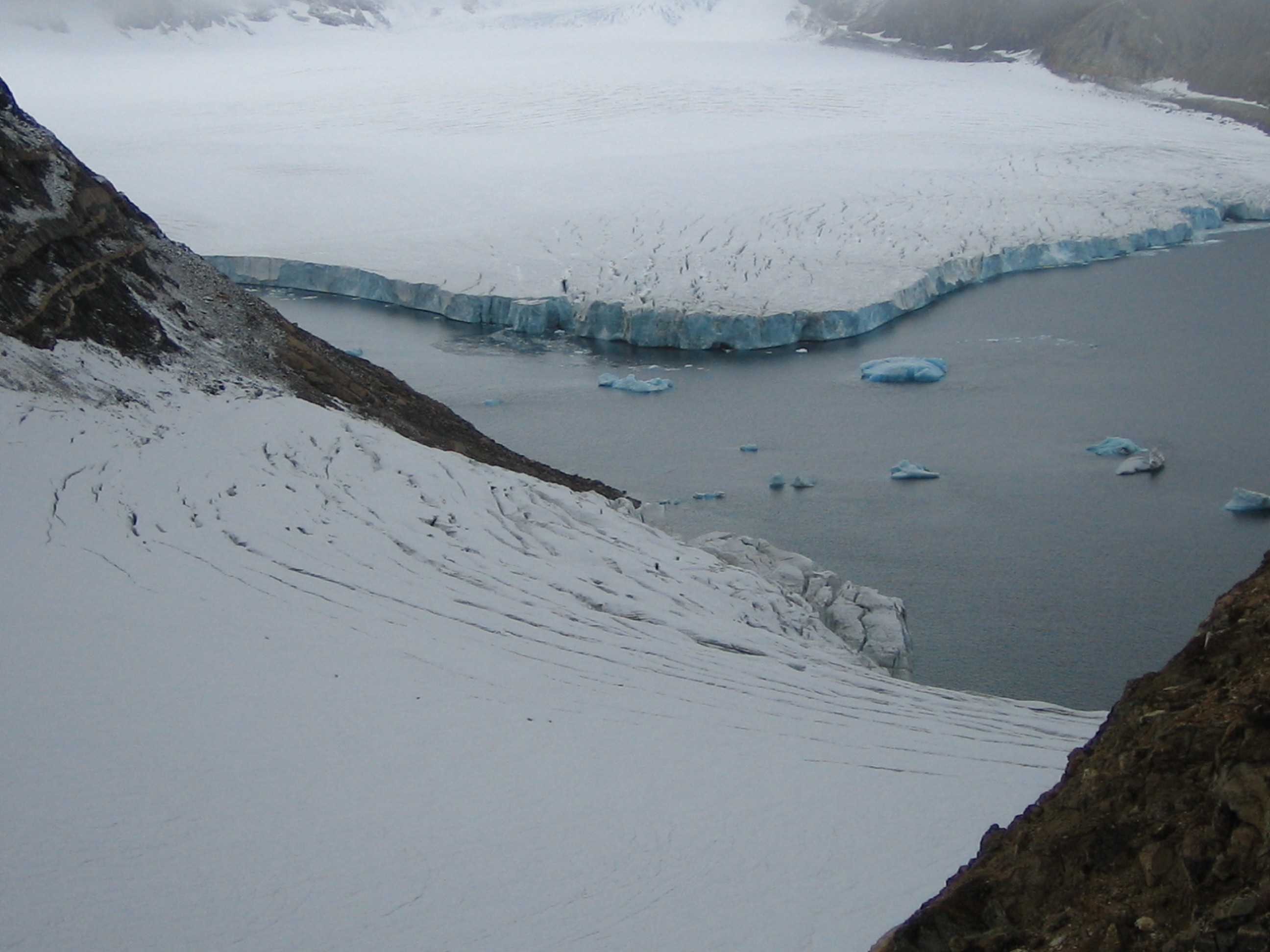
El nuevo estrecho originado tras la retirada de la capa de hielo. Imagen tomada desde Uunartoq Qeqertoq en 2006.

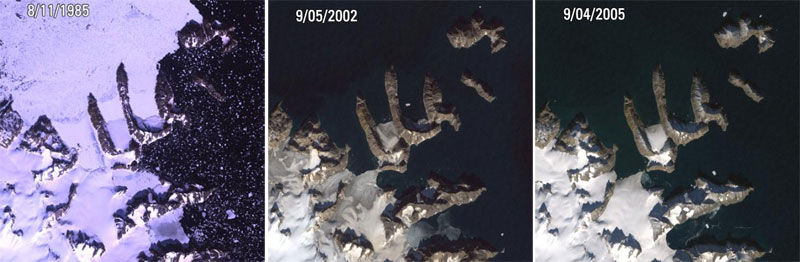
Visualización de la reducción de los glaciares, donde se desune la isla de la costa de Groenlandia. Imágenes de 1985, 2002 y 2005.

Uunartoq Qeqertoq (en kalaallisut: «la isla templada») es una isla cartografiada a principios de los años 1950 por Ernst Hofer, y redescubierta en septiembre de 2005 por el explorador estadounidense Dennis Schmitt.
La isla se ubica en la costa centro-oriental de Groenlandia, a unos 600 km al norte del círculo polar ártico. En el mapa del libro de Hofer aparece claramente como una isla antes de la década de 1950, pero debido a un descenso de las temperaturas que duró 30 años, las fotografías de 1985 muestran la zona cubierta de nieve y hielo, ocultando de esa forma el hecho de que la península era en realidad una isla.
Uunartoq estuvo unida a Groenlandia por el hielo glaciar hasta el año 2002, cuando el hielo comenzó a retirarse rápidamente de la zona. En el momento en que Schmitt visitó el área en el año 2005, ya no permanecía unida a Groenlandia. Algunos miembros de la comunidad científica han apuntado que la nueva isla es resultado directo del calentamiento global. La isla posee tres penínsulas alargadas, cuya forma recuerda a la letra W, o más exactamente a la letra cirílica Щ.